# 우톈시
우톈시(吳天喜, 1946년 ~ 2009년 8월 14일)은 중국의 기업인, 정치인, 공무원이다. 허난성 전핑 현(鎭平縣) 인민정치협상회의 부주석을 지냈으며 여고생 20여 명을 성추행한 혐의로 2009년 8월 14일 중국 허난성 난양 시(南陽市) 중급인민법원으로부터 사형이 선고되었다.

## 생애
기업체 사장이나 전국인민대표대회 대표 등을 역임하며 생긴 사회적인 영향력을 이용해 조직폭력배를 거느리며 세력을 확장하였다. 1992년부터 조직폭력배들을 동원 토지주들에게 협박 등을 통해 재물을 갈취하고 토지사용권에 투기를 하였다는 혐의를 받았고, 일반예금을 불법으로 챙긴 혐의도 받았다. 2005년부터 2007년까지 2년간 부하들에게 지시를 내려 전핑현 일대 중·고등학교 근처에서 하교하는 여고생 24명을 유인, 사무실과 호텔로 강제로 끌고와 성폭행한 혐의로 2007년허난성 난양 시(南陽市) 중급인민법원에 제소되었다.
2007년 12월 19일 난양 시 중급인민법원은 사형을 선고하고 정치적 권리를 박탈하자 2008년 7월 23일 항소심을 제출했다. 그러나 항소심에서도 원심 확정 판결을 내렸다. 2009년 8월 14일 난양 시 중급인민법원에서 약물주사 사형이 집행되었다.